# Château de Sirod
Le château de Sirod dit château de Montrichard, est un château située à Sirod dans le Jura en France. Il est partiellement inscrit au titre des monuments historiques depuis 1997.
Les parties les plus anciennes sont les pierres de base de l'édifice qui semblent dater du XIVe siècle. La tour hexagonale sud-ouest date du XVe siècle d'après des analyses d'archéologues.
Le fief de Sirod, relevant de la baronnie de Chateauvilain est inféodé à la famille de Sirod (ou Seroz) depuis au moins le XIIe siècle.
Il sera acheté au XVIe par la famille de Montrichard dont 6 générations seront capitaines de la garnison de Nozeroy et gruyers des forêts des Châlon-Arlay entre 1529 et 1741. Par le maître maçon Richard Maire, constructeur du palais du cardinal de Granvelle à Besançon, la façade sera entièrement rénovée, doublant l'ancienne façade romane des Sirod d'un parement de style renaissance de calcaire Bajocien gris à bandeaux, meneaux et appareils de fenêtre hauterivien (pierre jaune de Molpré et Mièges).
Après la conquête de la Franche Comté, les Montrichard perdant s'installent au chàteau de Frontenay par mariage avec Suzanne de Visemal en 1679 et au château et Saint-Martin (près de Voiteur) plus bas en altitude. Ils vendent la seigneurie et le château aux Watteville leur suzerain de Chateauvilain qui remembrent ainsi leurs fiefs. Les Watteville resteront un siècle, comme les Montrichard à Sirod.
A la Révolution, le château est acheté par a famille Monnier des Foncines et donné à Jeanne Baptiste qui épouse le docteur Jeunet premier maire de Sirod. A leur décès, il est acheté par la famille Jacques qui produisit un médecin maire et des scieurs. Elle le conservera une centaine d'années jusqu'en 1953. Il passe aussi pour partie aux Colcombet puis aux Parnet. En 1977 il est racheté par la famille Florentin originaire de Moselle devenue allemande en 1870. Elle produisit le général de division Georges-Auguste Florentin grand chancelier de la Légion d'honneur installé dans le Jura, avec son épouse Thérèse Lamy Main d'Argent, à La Buchille. Depuis, cette famille s'efforce de restaurer l'édifice qui abrita partiellement une ferme puis une colonnie de vacances. *